# Englische Cricket-Nationalmannschaft gegen Pakistan in der Saison 2011/12
Die Spielserie der englischen Cricket-Nationalmannschaft gegen Pakistan in der Saison 2011/12 fand vom 7. Januar bis zum 27. Februar 2012 in den Vereinigten Arabischen Emiraten statt. Die internationale Cricket-Tour war Teil der internationalen Cricket-Saison 2011/12 und umfasste drei Test Matches, vier ODIs und drei Twenty20s. Pakistan gewann die Testserie 3–0, während England die ODI-Serie 4–0 und die Twenty20-Serie 2–1 gewann.

## Vorgeschichte
Für Pakistan war es die dritte Tour der Saison, nachdem es gegen Sri Lanka dominierte und in Bangladesch deutlich unterlag. Im direkten Anschluss an diese Tour spielte Pakistan den Asia Cup 2012. England bestritt zuvor eine Tour in Indien, die ausschließlich ODIs, die alle verloren wurden, und einen siegreichen Twenty20 enthielt. Die letzte Tour der beiden Mannschaften in England 2010 war überschattet von einem Spielmanipulations-Skandal. England gewann die ausgetragenen Serien dort teils deutlich.

## Stadien
Die folgenden Stadien wurden für die Tour als Austragungsort vorgesehen und am 8. September 2011 bekanntgegeben.
| Stadion                             | Stadt     | Kapazität | Spiele                                 |
| ----------------------------------- | --------- | --------- | -------------------------------------- |
| Sheikh Zayed Cricket Stadium        | Abu Dhabi | 20.000    | 2. Test; 1. & 2. ODI; 3. T20           |
| Dubai International Cricket Stadium | Dubai     | 25.000    | 1. & 3. Test; 3. & 4. ODI; 1. & 2. T20 |

## Kaderlisten
England verkündete den Testkader am 9. Dezember 2011 und seinen Limited-Overs-Kader am 7. Februar 2012.
Pakistan benannte seinen Testkader am 26. Dezember 2011 und seine Limited-Overs-Kader am 7. Februar 2012.
| Test | Test | ODI | ODI | Twenty20 | Twenty20 |
| Pakistan | England | Pakistan | England | Pakistan | England |
| --- | --- | --- | --- | --- | --- |
| - Misbah-ul-Haq (K) - Abdur Rehman - Adnan Akmal (wk) - Aizaz Cheema - Asad Shafiq - Azhar Ali - Imran Farhat - Junaid Khan - Mohammad Hafeez - Mohammad Talha - Saeed Ajmal - Taufeeq Umar - Umar Akmal - Umar Gul - Wahab Riaz - Younis Khan | - Andrew Strauss (K) - Alastair Cook (vK) - James Anderson - Ian Bell - Ravi Bopara - Tim Bresnan - Stuart Broad - Steven Davies (wk) - Steven Finn - Eoin Morgan - Graham Onions - Monty Panesar - Kevin Pietersen - Matt Prior (wk) - Graeme Swann - Chris Tremlett - Jonathan Trott | - Misbah-ul-Haq (K) - Abdur Rehman - Adnan Akmal (wk) - Aizaz Cheema - Asad Shafiq - Azhar Ali - Hammad Azam - Imran Farhat - Junaid Khan - Mohammad Hafeez - Saeed Ajmal - Shahid Afridi - Shoaib Malik - Umar Akmal - Umar Gul - Wahab Riaz - Younis Khan | - Alastair Cook (K) - James Anderson - Jonny Bairstow (wk) - Ravi Bopara - Tim Bresnan - Danny Briggs - Stuart Broad - Jos Buttler (wk) - Jade Dernbach - Steven Finn - Craig Kieswetter (wk) - Eoin Morgan - Samit Patel - Kevin Pietersen - Graeme Swann - Jonathan Trott | - Misbah-ul-Haq (K) - Abdur Rehman - Adnan Akmal (wk) - Aizaz Cheema - Asad Shafiq - Awais Zia - Hammad Azam - Imran Farhat - Junaid Khan - Mohammad Hafeez - Saeed Ajmal - Shahid Afridi - Shoaib Malik - Umar Akmal - Umar Gul - Wahab Riaz | - Stuart Broad (K) - James Anderson - Jonny Bairstow (wk) - Ravi Bopara - Tim Bresnan - Danny Briggs - Jos Buttler (wk) - Alastair Cook - Jade Dernbach - Steven Finn - Alex Hales - Craig Kieswetter (wk) - Eoin Morgan - Samit Patel - Kevin Pietersen - Graeme Swann |

## Tour Matches
| 7. – 9. Januar Scorecard | Dubai | ICC Combined Associate and Affiliate XI 281 (83.3) & 164-9d (55.3) | – | England XI 185-8d (55) & 261-7 (60.1) |
|                          |       | England XI gewinnt mit 3 Wickets                                   |   |                                       |

| 11. – 13. Januar Scorecard | Dubai | England XI 269-9d (81.1) & 181-3d (49.3) | – | Pakistan Cricket Board XI 200-9d (79) & 150 (52.3) |
|                            |       | England XI gewinnt mit 100 Runs          |   |                                                    |

| 10. Februar Scorecard | Abu Dhabi | England Lions 96 (28.3)          | – | England XI 231-3 (45.5) |
|                       |           | England XI gewinnt mit 9 Wickets |   |                         |

England erreichte eigentlich sein Ziel nach 20.1 Overs mit einem verlorenen Wicket. Um das Batting stärker zu trainieren, entschied sich England aber dafür, ein neues "Ziel" von 230 Runs anzusetzen.

### ODI gegen Afghanistan
| 10. Februar Scorecard | Sharjah | Afghanistan 195 (48.3)         | – | Pakistan 198-3 (37.1) |
|                       |         | Pakistan gewinnt mit 7 Wickets |   |                       |

## Tests

### Erster Test in Dubai
| 17. – 21. Januar Scorecard | Dubai | England 192 (72.3) & 160 (57.5) | – | Pakistan 338 (119.5) & 15-0 (3.4) |
|                            |       | Pakistan gewinnt mit 10 Wickets |   |                                   |

### Zweiter Test in Abu Dhabi
| 25. – 29. Januar Scorecard | Abu Dhabi | Pakistan 257 (96.4) & 214 (99.2) | – | England 327 (112) & 72 (36.1) |
|                            |           | Pakistan gewinnt mit 72 Runs     |   |                               |

### Dritter Test in Dubai
| 3. – 7. Februar Scorecard | Dubai | Pakistan 99 (44.1) & 365 (152.4) | – | England 141 (55) & 252 (97.3) |
|                           |       | Pakistan gewinnt mit 71 Runs     |   |                               |

## One-Day Internationals

### Erstes ODI in Abu Dhabi
| 13. Februar Scorecard | Abu Dhabi | England 260-7 (50)           | – | Pakistan 130 (35) |
|                       |           | England gewinnt mit 130 Runs |   |                   |

### Zweites ODI in Abu Dhabi
| 15. Februar Scorecard | Abu Dhabi | England 250-4 (50)          | – | Pakistan 230 (49) |
|                       |           | England gewinnt mit 20 Runs |   |                   |

### Drittes ODI in Dubai
| 18. Februar Scorecard | Dubai | Pakistan 222 (50)             | – | England 226-1 (37.2) |
|                       |       | England gewinnt mit 9 Wickets |   |                      |

### Viertes ODI in Dubai
| 21. Februar Scorecard | Dubai | Pakistan 237 (50)             | – | England 241-6 (49.2) |
|                       |       | England gewinnt mit 4 Wickets |   |                      |

## Twenty20 Internationals

### Erstes Twenty20 in Dubai
| 23. Februar Scorecard | Dubai | Pakistan 144-6 (20)         | – | England 136-6 (20) |
|                       |       | Pakistan gewinnt mit 8 Runs |   |                    |

### Zweites Twenty20 in Dubai
| 25. Februar Scorecard | Dubai | England 150-7 (20)          | – | Pakistan 112 (18.2) |
|                       |       | England gewinnt mit 38 Runs |   |                     |

### Drittes Twenty20 in Abu Dhabi
| 27. Februar Scorecard | Abu Dhabi | England 129-6 (20)         | – | Pakistan 124-6 (20) |
|                       |           | England gewinnt mit 5 Runs |   |                     |

## Statistiken
Die folgenden Cricketstatistiken wurden bei dieser Tour erzielt.

### Tests
| Tests           | Tests      | Tests   | Tests   | Tests   | Tests   | Tests   | Tests   | Tests   |
| Batting         | Batting    | Batting | Batting | Batting | Batting | Batting | Batting | Batting |
| Spieler         | Mannschaft | Spiele  | Innings | Runs    | Average | HS      | 100s    | 50s     |
| --------------- | ---------- | ------- | ------- | ------- | ------- | ------- | ------- | ------- |
| Azhar Ali       | Pakistan   | 3       | 5       | 251     | 50,20   | 157     | 1       | 1       |
| Younis Khan     | Pakistan   | 3       | 5       | 193     | 38,60   | 127     | 1       | 0       |
| Mohammad Hafeez | Pakistan   | 3       | 6       | 190     | 38,00   | 88      | 0       | 1       |
| Misbah-ul-Haq   | Pakistan   | 3       | 5       | 180     | 36,00   | 84      | 0       | 2       |
| Asad Shafiq     | Pakistan   | 3       | 5       | 167     | 33,40   | 58      | 0       | 1       |
| Bowling         |            |         |         |         |         |         |         |         |
| Spieler         | Mannschaft | Spiele  | Overs   | Wickets | Average | BBI     | 5W      | 10W     |
| Saeed Ajmal     | Pakistan   | 3       | 147     | 24      | 14,70   | 7/55    | 1       | 1       |
| Abdur Rehman    | Pakistan   | 3       | 131.4   | 19      | 16,73   | 6/25    | 2       | 0       |
| Monty Panesar   | England    | 2       | 141     | 14      | 21,57   | 6/62    | 2       | 0       |
| Stuart Broad    | England    | 3       | 116.4   | 13      | 20,46   | 4/36    | 0       | 0       |
| Graeme Swann    | England    | 3       | 114.5   | 13      | 25,07   | 4/107   | 0       | 0       |

### One-day Internationals
| ODIs            | ODIs       | ODIs    | ODIs    | ODIs    | ODIs    | ODIs    | ODIs    | ODIs    |
| Batting         | Batting    | Batting | Batting | Batting | Batting | Batting | Batting | Batting |
| Spieler         | Mannschaft | Spiele  | Innings | Runs    | Average | HS      | 100s    | 50s     |
| --------------- | ---------- | ------- | ------- | ------- | ------- | ------- | ------- | ------- |
| Alastair Cook   | England    | 4       | 4       | 323     | 80,75   | 137     | 2       | 1       |
| Kevin Pietersen | England    | 4       | 4       | 281     | 93,66   | 130     | 2       | 0       |
| Ravi Bopara     | England    | 3       | 2       | 108     | 54,00   | 58      | 0       | 2       |
| Misbah-ul-Haq   | Pakistan   | 4       | 4       | 108     | 27,00   | 47      | 0       | 0       |
| Shahid Afridi   | Pakistan   | 4       | 4       | 106     | 26,50   | 51      | 0       | 1       |
| Bowling         |            |         |         |         |         |         |         |         |
| Spieler         | Mannschaft | Spiele  | Overs   | Wickets | Average | BBI     | 5W      | 10W     |
| Steven Finn     | England    | 4       | 40      | 13      | 10,30   | 4/34    | 0       | 0       |
| Saeed Ajmal     | Pakistan   | 4       | 40      | 10      | 19,90   | 5/43    | 1       | 0       |
| Stuart Broad    | England    | 3       | 26      | 5       | 23,40   | 3/42    | 0       | 0       |
| Samit Patel     | England    | 4       | 33      | 5       | 33,80   | 3/26    | 0       | 0       |
| Jade Dernbach   | England    | 1       | 10      | 4       | 11,25   | 4/45    | 0       | 0       |
| James Anderson  | England    | 3       | 25      | 4       | 28,00   | 2/36    | 0       | 0       |

### Twenty20s
| Twenty20s        | Twenty20s  | Twenty20s | Twenty20s | Twenty20s | Twenty20s | Twenty20s | Twenty20s | Twenty20s |
| Batting          | Batting    | Batting   | Batting   | Batting   | Batting   | Batting   | Batting   | Batting   |
| Spieler          | Mannschaft | Spiele    | Innings   | Runs      | Average   | HS        | 100s      | 50s       |
| ---------------- | ---------- | --------- | --------- | --------- | --------- | --------- | --------- | --------- |
| Kevin Pietersen  | England    | 3         | 3         | 112       | 56,00     | 62*       | 0         | 1         |
| Jonny Bairstow   | England    | 3         | 3         | 85        | 85,00     | 60*       | 0         | 1         |
| Misbah-ul-Haq    | Pakistan   | 3         | 3         | 67        | 33,50     | 28        | 0         | 0         |
| Craig Kieswetter | England    | 3         | 3         | 62        | 20,66     | 31        | 0         | 0         |
| Asad Shafiq      | Pakistan   | 3         | 3         | 54        | 18,00     | 34        | 0         | 0         |
| Bowling          |            |           |           |           |           |           |           |           |
| Spieler          | Mannschaft | Spiele    | Overs     | Wickets   | Average   | BBI       | 5W        | 10W       |
| Graeme Swann     | England    | 3         | 12        | 6         | 8,33      | 3/13      | 0         | 0         |
| Saeed Ajmal      | Pakistan   | 3         | 12        | 5         | 13,80     | 4/23      | 0         | 0         |
| Umar Gul         | Pakistan   | 3         | 12        | 5         | 17,60     | 3/18      | 0         | 0         |
| Jade Dernbach    | England    | 3         | 11        | 4         | 17,00     | 2/24      | 0         | 0         |
| Steven Finn      | England    | 3         | 12        | 4         | 25,00     | 3/30      | 0         | 0         |

## Auszeichnungen

### Player of the Series
Als Player of the Series wurden die folgenden Spieler ausgezeichnet.
| Serie | Player of the Series |
| ----- | -------------------- |
| Test  | Saeed Ajmal          |
| ODI   | Alastair Cook        |
| T20   | Kevin Pietersen      |

### Player of the Match
Als Player of the Match wurden die folgenden Spieler ausgezeichnet.
| Spiel   | Player of the Match |
| ------- | ------------------- |
| 1. Test | Saeed Ajmal         |
| 2. Test | Abdur Rehman        |
| 3. Test | Azhar Ali           |
| 1. ODI  | Alastair Cook       |
| 2. ODI  | Alastair Cook       |
| 3. ODI  | Kevin Pietersen     |
| 4. ODI  | Kevin Pietersen     |
| 1. T20  | Umar Gul            |
| 2. T20  | Jonny Bairstow      |
| 3. T20  | Kevin Pietersen     |